# キャンベラ級強襲揚陸艦
キャンベラ級強襲揚陸艦 (英語: Canberra-class Amphibious Assault Ship) は、オーストラリア海軍の強襲揚陸艦（Landing Helicopter Dock, LHD）の艦級。
スペイン海軍の強襲揚陸艦「フアン・カルロス1世」の準同型艦であり、全通した飛行甲板と大型のウェルドックを備えている。2隻が建造されており、1982年に退役した航空母艦「メルボルン」を上回る、オーストラリア海軍史上最大の軍艦である。

## 来歴
オーストラリア海軍では、第二次世界大戦中に3隻の歩兵揚陸艦（LCI）を取得して、水陸両用戦力の整備に着手した。戦後、イギリス海軍よりLST Mk.3型戦車揚陸艦6隻の貸与を受けて運用していたものの、これらは1950年代中盤には返却され、代替の試みもなされなかった。このことから、陸軍はアメリカ海軍の中古艦としてLSM-1級中型揚陸艦4隻を入手し、1970年代にはバリクパパン級大型揚陸艇により更新したが、こちらは建造途上で海軍に編入された。
またより大型の両用艦艇として、1982年にはイギリス海軍補助艦隊のラウンドテーブル型支援揚陸艦の設計に基づいて「トブルク」を建造・就役させ、水陸両用戦力の再整備に着手したのに続き、1990年代初頭にはアメリカ海軍を退役したニューポート級戦車揚陸艦2隻を入手し、改装の上でカニンブラ級揚陸輸送艦として再就役させた。しかしこれらはいずれも老朽化していたことから、2010年代を目処に更新が計画されることとなった。東ティモール国際軍での経験から両用戦力整備の必要性が確認されたこともあり、2000年の防衛白書において、まず「トブルク」およびカニンブラ級のうち1隻を更新するための2隻の取得が盛り込まれ、2004年にはフランスのDCNS社とスペインのナバンティア社に対して打診され、両者はそれぞれ、自国海軍向けに開発したミストラル級強襲揚陸艦と「フアン・カルロス1世」のオーストラリア向け改訂版をもって応募した。2007年には後者が選定され、ナバンティア社がスペインで建造した主船体をオーストラリアに回航し、テニックス（現在のBAEシステムズ・オーストラリア）社が上部構造物の取り付けや艤装等を行うこととされた。

## 設計
本級の設計は、基本的に「フアン・カルロス1世」のものが踏襲されているが、細部にはかなりの差異があり、また船体規格としてはロイド規格（Lloyd's Naval Rules）が適用されている。
船型としては全通飛行甲板型が採用されており、また揚陸艦の通例として吃水が浅く乾舷が高い。02甲板が飛行甲板とされ、その直下のハンガーは2甲板分（01・第1甲板）の高さを確保している。
主船体内には、第2甲板の後半部が居住区、第3・4甲板に重車両甲板が設置されており、またその後方には、第5甲板を底面としてウェルドックが設けられている。なお第1甲板のハンガー前方にも軽車両甲板が設けられているが、ここと第4甲板の重車両甲板との間は左舷側のランプで連絡されており、16トンまでの車両を移動させることができる。また重車両甲板の右舷側には2基のサイド・ランプが設置されている。
主機方式は「フアン・カルロス1世」のものを踏襲して、ゼネラル・エレクトリック LM2500ガスタービンエンジン（25,693馬力 (19,159 kW)）1基とMAN 16V32/40 V型16気筒ディーゼルエンジン（9,988馬力 (7,448 kW)）2基を発電機として配した電気推進が採用されており、推進器もポッド式のシーメンス社製アジマススラスターとされている。また非常用として三菱重工業S16MPTAディーゼル発電機1基（1,800馬力 (1,300 kW)）を備えるほか、精密な操艦が要求される場合に備えて2基のバウスラスターも有する。

## 能力
マルチハザード化およびグローバル化に伴う任務の多様化に対処するため、本級は従来の豪海軍揚陸艦と比して飛躍的に強力な多用途性を備えている。

### 航空運用機能
上記の通り02甲板は全通した飛行甲板とされており、またその直下にはハンガーが設けられている。これらを連絡するエレベータとしては、飛行甲板の最後部中央とアイランド直前に各1基のエレベーターがいずれもインボード式に設置されているが、これは「フアン・カルロス1世」と同様の配置である。なお前方のエレベーターは中型機用、後方のものは大型機にも使用できるほか、弾薬用エレベーターも別に設置されている。
飛行甲板は長さ202.3m×幅32m、面積4,750m2であり、左舷側前端部にはスキージャンプ勾配（12度）を設けている。ヘリコプターの発着スポットとしては6ヶ所が設定されているが、これはMRH90やシコルスキー S-70など中型ヘリコプターを前提としたものであり、陸軍のCH-47輸送ヘリコプターを運用する場合は4ヶ所に減少する。またティーガーARH攻撃ヘリコプターの搭載も想定されている。なおオーストラリア軍では、陸軍のUH-1H・S-70A-9汎用ヘリコプターと海軍のS-70B-2哨戒ヘリコプターを一括してNH90で更新する計画としており、MRH90と呼称している。ハンガーの面積は990m2で、11機の中型ヘリコプターを収容できるほか、前方の軽車両甲板も加えれば最大18機となる。
スキージャンプ勾配を有することから、STOVL機の運用も可能だが、現在の所は運用されていない。2004年にオーストラリア連邦議会の小委員会にて艦上機としてF-35Bの採用が提案されたが、海軍によって拒否された。なお空軍は、CTOL型のF-35Aを100機程度導入予定である。
2014年から2015年にかけ、オーストラリアではキャンベラ級強襲揚陸艦を改修し、F-35B運用能力を付与することが検討されたものの、飛行甲板の耐熱工事、進入・着陸誘導設備の装備や航空燃料タンク・兵器庫の増設など、1隻あたり5億ドルの改修費用が必要であり、費用対効果に疑問があるとして却下された。

### 輸送揚陸機能
本級は、揚陸部隊として、兵員1,046名と各種車両100両、ヘリコプター12機およびその他の装備を搭載可能とされている。
第1甲板前部（ハンガーの前方）には軽車両甲板、第4甲板には重車両甲板が設定されており、面積は前者が1,889m2、後者が1,410m2とされている。上記の通り両者はランプで連絡されており、16tまでの車両は自走して軽車両甲板に移動する。これらの車両甲板には、戦車を含めて150両の車両を搭載することができる。
居住区は艦内各所に分散されているが、その中でもハンガー直下の第2甲板には主居住区が設定されており、医療区画もここに併設されている。医療設備は充実しており、手術室2室と病床40床を備えている。
重車両甲板後方の第5甲板には、艦全長の30パーセントを占めるウェルドックが設けられており、長さ69.3m×幅16.8m、面積1,165m2が確保されている。ここにはLCM-1E型上陸用舟艇（満載排水量108トン、全長23.3メートル、速力14ノット、戦車1両搭載可能）4隻が搭載されるが、他国の汎用揚陸艇（LCU）やエア・クッション型揚陸艇（LCAC）の運用も可能とされている。またLCM-1Eに加えて、4隻の複合艇（RHIB）も収容できる。

## 同型艦
1番艦「キャンベラ」は起工から進水までの工事をフェロルで行った後、2012年8月から10月にかけて重量物運搬船「ブルー・マーリン」に搭載されてオーストラリアに回航された。以後の工事はビクトリア州ウィリアムズタウンで行われた。
2016年2月20日、史上最大規模のサイクロンによって大きな被害を受けたフィジーへの災害派遣に「キャンベラ」が参加した。
| #   | 艦名                     | 起工           | 進水           | 就役            |
| --- | ------------------------ | -------------- | -------------- | --------------- |
| L02 | キャンベラ HMAS Canberra | 2009年 9月23日 | 2011年 2月17日 | 2014年 11月28日 |
| L01 | アデレード HMAS Adelaide | 2011年 2月18日 | 2012年 7月4日  | 2015年 12月4日  |